# 刑事スタスキー&ハッチ
『刑事スタスキー&ハッチ』（Starsky and Hutch）は、アメリカのテレビドラマ（1時間枠）。

## アメリカでの放送
1975年4月30日にパイロット版を放送。1975年9月10日には第1シーズンが始まり、1978年 - 1979年の第4シーズンまで続いた。

## 日本での放送
1977年12月21日から1981年1月27日までTBS系で火曜日午後10時から放送（中断あり。「前後番組」参照）。

## 内容
厚い友情で結ばれた凸凹コンビ。雲突くような長身の金髪大男が“ハッチ”ことハッチンソンで、敏捷な動きの黒髪小男が“スタスキー”である。この若い刑事の2人組の活躍を描く。
スタスキーの愛車であるフォード・グラン・トリノも人気となる。

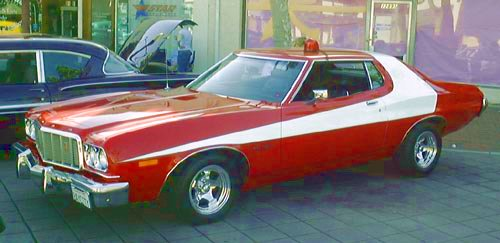
ドラマに登場した赤いフォード・グラントリノの覆面パトカー

## 登場人物

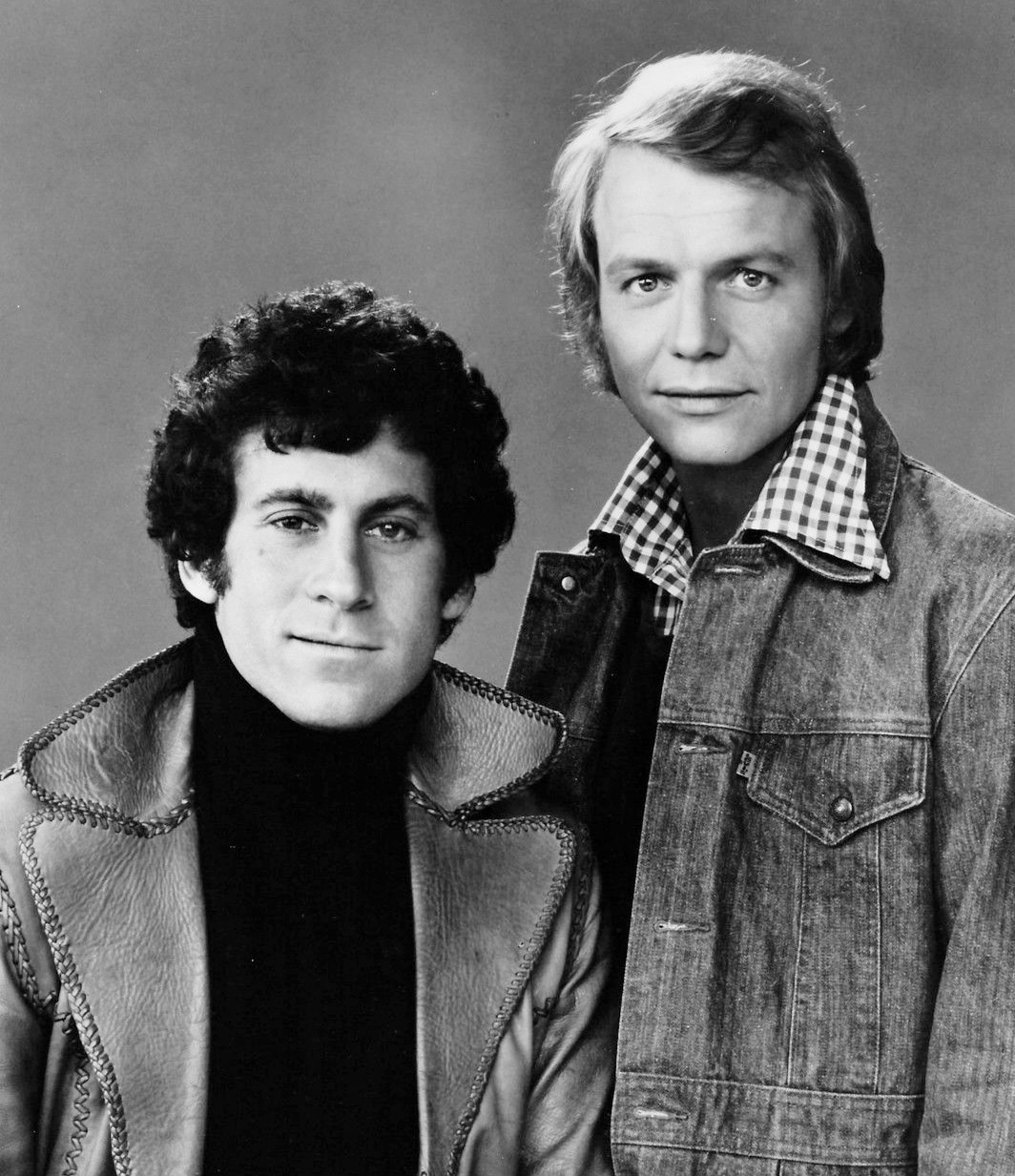
スタスキー役のポール・マイケル・グレイザー（左）とハッチ役のデヴィッド・ソウル 。

- “スタスキー”デイビッド・マイケル・スタスキー：ポール・マイケル・グレイザー 、（声）下條アトム
愛用拳銃は当時では斬新な多弾拳銃のS&W M59。左利き用のショルダーホルスターを使用している。赤いボディに白い稲妻カラーの1976年型フォード・グラン・トリノが愛車。
- “ハッチ”ケネス・ハッチンソン：デヴィッド・ソウル、（声）高岡健二
愛用拳銃：コルト・パイソン6インチ。ボロボロのセダンしか持っていないので、スタさん（日本語吹き替えでの呼び名）の助手席に乗せてもらい現場に急行する。
- “ヒョロ松（情報屋）”ハギー・ベア：アントニオ・ファーガス、（声）富山敬／（追加吹き替え）坂東尚樹
ショップのオーナーで、どんなネタでも仕入れてくる。
- “オヤジさん”“クマ”ハロルド・ドビー主任：バーニー・ハミルトン、（声）金井大／（追加吹き替え）宝亀克寿

## アメリカ版制作スタッフ
- 製作総指揮：アーロン・スペリング、レナード・ゴールドバーグ
- 企画：ウィリアム・ブリン
- テーマ音楽：ラロ・シフリン（第1シーズン）、トム・スコット（第2/4シーズン）、マーク・スノウ（第3シーズン）
- 製作：スペリング／ゴールドバーグ・プロダクション
- 放映局：ABC

## 日本語吹替版制作スタッフ
- 演出：佐藤敏夫
- 翻訳：木原たけし
- 制作：TBS／東北新社

## 映画化
2004年にキャストを変え、同タイトル（ただし邦題は『スタスキー&ハッチ』）の映画が公開された。この作品にはオリジナルキャストであるポール・マイケル・グレイザーとデヴィッド・ソウルの二人も登場している。

## 前後番組
| TBS系 火曜22時枠（1977.12.20 - 1978.6.6）  | TBS系 火曜22時枠（1977.12.20 - 1978.6.6） | TBS系 火曜22時枠（1977.12.20 - 1978.6.6） |
| 前番組                                     | 番組名                                    | 次番組                                    |
| ------------------------------------------ | ----------------------------------------- | ----------------------------------------- |
| 刑事コジャック （第3シリーズ）             | 刑事スタスキー&ハッチ （第1シリーズ）     | 刑事コジャック （第4シリーズ）            |
| TBS系 火曜22時枠（1978.12.26 - 1979.6.29） |                                           |                                           |
| 刑事コジャック （第4シリーズ）             | 刑事スタスキー&ハッチ （第2シリーズ）     | 刑事コジャック （第5シリーズ）            |
| TBS系 火曜22時枠（1979.12.4 - 1980.4.15）  |                                           |                                           |
| 刑事コジャック （第5シリーズ）             | 刑事スタスキー&ハッチ （第3シリーズ）     | 刑事デルベッキオ                          |
| TBS系 火曜22時枠（1980.9.16 - 1981.1.27）  |                                           |                                           |
| 刑事デルベッキオ                           | 刑事スタスキー&ハッチ （第4シリーズ）     | 探偵ハート&ハート （第1シリーズ）         |

## 関連作品
- 噂の刑事トミーとマツ - 「和製スタハチ」とも呼ばれるバディものの刑事ドラマ。